# Kalijirak
Kalijirak is een bestuurslaag in het regentschap Karanganyar van de provincie Midden-Java, Indonesië. Kalijirak telt 5140 inwoners (volkstelling 2010).